# Piniphantes zonsteini
Piniphantes zonsteini là một loài nhện trong họ Linyphiidae.
Loài này thuộc chi Piniphantes. Piniphantes zonsteini được Andrei V. Tanasevitch miêu tả năm 1989.